# Catapoecilma mysotina
Catapoecilma mysotina är en fjärilsart som beskrevs av Hans Fruhstorfer 1911. Catapoecilma mysotina ingår i släktet Catapoecilma och familjen juvelvingar. Inga underarter finns listade i Catalogue of Life.